# Musca
Musca (Mus), a mosca, é uma constelação do hemisfério celestial sul. O genitivo, usado para formar nomes de estrelas, é Muscae.
Suas fronteiras são com Apus, Circinus, duas vezes com Centaurus separadas por Crux, Carina e Chamaeleon.

## Objetos notáveis
A estrela mais brilhante de Musca é Alpha Muscae, com uma magnitude aparente de 2,69.
O transiente emissor de raio X Nova Muscae 1991 é um objeto binário consistindo de uma estrela e um buraco negro. Durante a explosão de raios-x de 1991 que levou a sua descoberta, radiação foi produzido através de um processo de aniquilamento de pósitron. Musca também contém as nebulosas NGC 5189, localizada a cerca de 3 000 anos-luz da Terra, e a Nebulosa da Ampulheta (MyCn 18), a 8 000 anos-luz. O aglomerado globular relativamente velho NGC 4833 perto de Delta Muscae está a uma distância de 21 200 anos-luz e é parcialmente obscurecido por nuvens de poeira próximas do plano galáctico. O aglomerado globular NGC 4372 perto de Gamma Muscae é menos brilhante e também parcialmente obscurecido por poeira, mas cobre uma área maior no céu.

## História
Musca, com o nome original de Apis – a Abelha, foi introduzida no final do século XVI por Petrus Plancius para preencher a área previamente não catalogada perto do polo sul e para concordar com a constelação próxima Chamaeleon (mapas celestiais do século XVII claramente mostram a língua do camaleão tentando capturar o inseto). Em 1752 Nicolas Louis de Lacaille renomeou a constelação para Musca Australis, a Mosca do sul– Australis, uma vez que ela era a contraparte da antiga constelação Musca Borealis composta de algumas estrelas de Aries, e para evitar confusão com Apus. Atualmente o nome é apenas Musca.